# Deutsche Classic-Kegler Union
Die Deutsche Classic-Kegler Union (DCU) ist ein Sportverband im Kegeln. Sie ist ein Verband der Kegler im Bereich Classic, früher Asphalt genannt. Es wird in traditioneller Wurfdistanz über 100 (2 × 50) und 200 (4 × 50) Wurf Gesamtkegelwertung gespielt. Anhand der Anzahl der Mitglieder ist die DCU der weltgrößte Verband im traditionellen Wurf- und Wertungssystem.

## Zweck und Aufgabe
Zweck und Aufgabe der DCU sind:
- den Kegelsport ”Classic” in seiner traditionellen Form zu fördern und zu organisieren.
- Deutsche Meisterschaften und weitere sportliche Wettbewerbe zu organisieren sowie andere sportliche Maßnahmen durchzuführen.
- sportliche Führungs- und Lehrkräfte unter Beachtung der Ausbildungsrichtlinien der DCU aus- und fortzubilden.
- die Jugendarbeit nach den Grundsätzen der Jugendordnungen der DCU im Sinne der Deutschen Sportjugend (DSJ) und des Deutschen Olympischen Sportbundes (DOSB) sicherzustellen und zu fördern.

## Traditionelles Sportkegeln im Bereich Classic

### Spielarten
Alle Wettbewerbe, außer die der U10, werden kombiniert durchgeführt
- Spiel ins Volle: Nach jedem Wurf werden alle Kegel wieder aufgestellt.
- Abräumen: Es wird so lange auf das verbleibende Kegelbild gespielt, bis alle neun Kegel gefallen sind. Dann wird neu aufgestellt.
- Kombiniertes Spiel: Die erste Hälfte wird ins Volle, die zweite ins Abräumen gespielt.

### Spieldurchführung
- Mannschaftsaufstellung: Gespielt wird mit sechs Spielern pro Mannschaft. Für jedes Spiel sind vor Spielbeginn bis zu 10 Spieler dem Schiedsrichter zu benennen. Davon dürfen 8 Spieler tatsächlich zum Einsatz kommen. Die dem Schiedsrichter gemeldeten Spieler sind bei der Vorstellung der Mannschaft vom Schiedsrichter vorzulesen.
- Einwechselspieler: Je Spiel können maximal zwei Spieler eingewechselt werden. Im Rahmen des Wechselkontingents ist es möglich, dass der zuerst eingewechselte Spieler durch den zweiten Einwechselspieler ausgetauscht wird. Der Einwechselspieler spielt sofort auf das Ergebnis des ausgetauschten Spielers weiter. Die Auswechslung ist dem Schiedsrichter sofort anzuzeigen und von diesem im Wurfprotokoll und Spielbericht zu vermerken.
- Einspielzeit: Allen Spielern steht eine Einspielzeit von maximal 5 Minuten auf ihrer Anfangsbahn zur Verfügung. Bei Verletzung während der Einspielzeit kann ein anderer Spieler eingesetzt werden. Das Spiel der einzelnen Starter beginnt mit dem Kommando des Schiedsrichters/Aufsichtsführenden „Spiel aufnehmen, Zeit läuft“ oder mit der Abgabe der ersten zu wertenden Kugel. Die Einspielzeit kann nur einmal in Anspruch genommen werden. Ein Einwechselspieler hat keinen Anspruch auf Einspielzeit.
- Wurfanzahl und Zeit: Gespielt werden 6 × 100 Wurf (2 × 50 Wurf kombiniert, jeweils 25 Volle und 25 Abräumen) bzw. 6 × 200 Wurf (4 × 50 Wurf kombiniert) über jeweils zwei bzw. vier Spielbahnen. Pro Wurfserie (50 Wurf) stehen jedem Spieler 20 Minuten zur Verfügung. Nach jeder Wurfserie wird die Bahn gewechselt.

### Spielwertung
Es gilt das Motto: „Wer mehr Kegel umwirft, gewinnt.“
- Einzelwettbewerbe: In der Wertung ist derjenige besser platziert, der die meisten Kegel gespielt hat. Bei gleicher Anzahl gespielter Kegel ist derjenige besser platziert, der das höhere Abräumergebnis hat. Ist auch hier Gleichheit, entscheidet über die Platzierung die geringere Anzahl der Fehlwürfe. Wenn noch keine Rangfolge zu ermitteln ist, wird das niedrigste Ergebnis einer Serie aus Vor- und Endlauf zu Ungunsten des Betreffenden gewertet. Ist auch hier Gleichheit, wird das zweitniedrigste Ergebnis genommen usw.
- Mannschaftswettbewerbe: Die Wertung der Spiele im Hin- und Rückspielsystem erfolgt nach gespielten Kegeln. Die Mannschaft mit den meisten gespielten Kegeln hat das Spiel gewonnen.

### Kugeln
Gespielt wird mit Vollkugeln (160 mm), Jugendliche bis zur U 14 spielen mit einer 140-mm-Vollkugel. Es ist gestattet, mit eigenen Kugeln zu spielen. Hierzu bedarf es eines Kugelpasses, der vor dem Spiel vorzulegen ist. Das Spiel mit der Lochkugel ist in den Mitgliedsverbänden geregelt, ebenso das mit Vollkugel 120 mm für Wettbewerbe der U 10.

### Altersklassen
| männlich   | weiblich      | Alter       |
| ---------- | ------------- | ----------- |
| U 10 m     | U 10 w        | < 10 Jahre  |
| U 14 m     | U 14 w        | 10–14 Jahre |
| U 18 m     | U 18 w        | 14–18 Jahre |
| U 23 m     | U 23 w        | 19–23 Jahre |
| Männer     | Frauen        | 23–49 Jahre |
| Senioren A | Seniorinnen A | 50–59 Jahre |
| Senioren B | Seniorinnen B | 60–69 Jahre |
| Senioren C | Seniorinnen C | ab 70 Jahre |

Maßgebend für die Einstufung in die jeweilige Altersklasse ist das Alter, das innerhalb eines Sportjahres (1. August bis 31. Juli) erreicht wird.

## Mannschaftsspielbetrieb der Klubmeisterschaften

### Bundesliga
Der Klubspielbetrieb findet nach traditionellem Spiel- und Wurfsystem (100/200 Wurf) in den obersten Ligen (1. Bundesliga) und den darunter befindlichen 2. Bundesligen mit Spielgruppen nach regionalen bzw. entfernungstechnischen Bezügen statt.
Eine zweite Mannschaft eines Klubs kann bis maximal 2. Bundesliga spielen. Ein weiterer Aufstieg ist nicht möglich.
Jedes Spiel der 1. und 2. Bundesligen Frauen und Männer muss von einem ausgebildeten Schiedsrichter geleitet werden. Dieser Schiedsrichter kann ein klub- oder vereinseigener Schiedsrichter sein. Ein Spiel über 6 Bahnen kann von 2 Schiedsrichtern geleitet werden.

### DCU-Pokal
Der Pokal wird mit Vierer-Mannschaften über 100 Wurf (2 × 50 Wurf kombiniert) ausgetragen. Er wird im Turniermodus mit traditioneller Gesamtkegelwertung mit vier bzw. fünf Mannschaften pro Gruppe gespielt. Die beiden Gruppenersten qualifizieren sich für die nächste Pokalrunde.
Im Halbfinale sind je acht Mannschaften Frauen/Männer vertreten. Vier qualifizieren sich für das Finale.

## Deutscher Classic Cup (DCC)
Deutsche Meisterschaften werden ausgetragen als:

### Einzelmeisterschaft
- U 14 und U 18 weiblich und männlich
- U 23 weiblich und männlich
- Frauen und Männer
- Seniorinnen und Senioren A, B und C

### Mannschaftsmeisterschaften der Vereine
- U14 und U18 weiblich und männlich
- Seniorinnen
- Senioren A
- Senioren B

### Championate der Jugend
- U 10 Championat Einzelwettbewerb der unter 10-Jährigen
- U 14 Championat Mannschaftswettbewerb für gemischte Mannschaften

## Gremien

### Präsidium
Es führt die laufenden Geschäfte. Dazu gehört die Planung, das Ausführen bzw. Veranlassen und Überwachen der Geschäfte auf Grundlage von Haushaltsplänen, wie sie in der Satzung festgelegt sind oder durch die DCU-Konferenz beschlossen wurden.
Das Präsidium setzt rechtskräftig gewordene Entscheidungen der Rechtsorgane der DCU um.
| DCU-Präsidium            | DCU-Präsidium   |
| ------------------------ | --------------- |
| Präsident                | Jens Bernhard   |
| Vizepräsident Verwaltung | Andreas Mars    |
| Vizepräsident Sport      | Jörg Böckle     |
| Vizepräsident Finanzen   | Rainer Möller   |
| Vorsitzende Jugend       | Stefanie Lerner |

Das Präsidium wird vor und hinter den Kulissen von weiteren ehrenamtlichen Kräften unterstützt:
| Erweitertes Präsidium    | Erweitertes Präsidium |
| ------------------------ | --------------------- |
| Referentin Presse        | Astrid Herger         |
| Referent Lehrwesen       | Frank Thies           |
| Referent Meisterschaften | Rüdiger Appel         |
| Referent Schiedsrichter  | Kai Hammann           |
| Referent Pokal           | Thomas Speck          |
| Referent Bahnabnehmer    | Peter Speck           |

### DCU-Konferenz
Die DCU-Konferenz ist das oberste Organ der DCU. Sie hat über grundsätzliche Fragen und Angelegenheiten des traditionellen deutschen Kegelsports Classic zu beschließen; insbesondere die Ordnungen und Bestimmungen einschließlich der Änderungen in Kraft zu setzen. Sie setzt sich zusammen aus den Delegierten der Mitgliedsverbände und dem Präsidium.
Jeder Mitgliedsverband hat in Abhängigkeit seiner Mitgliederzahl mindestens drei, jedoch maximal sechs Stimmen.

### Sport-Konferenz
Sport-Konferenz ist das Vertreten der Interessen der Mitgliedsverbände in sportlichen Angelegenheiten in der DCU, die Beratung, gegenseitige Abstimmung und Einreichung von Anträgen an die DCU-Konferenz, die Begleitung und Unterstützung der Arbeit in den Arbeitsgruppen und die Koordinierung aller sportlichen Angelegenheiten zwischen den Mitgliedsverbänden. Sie setzt sich zusammen aus den Delegierten der Mitgliedsverbände, in der Regel der Sportverantwortlichen. Jedes stimmberechtigte Mitglied hat eine Stimme.

### Bundesliga-Kommission
Die Bundesliga-Kommission beschließt über den Klubspielbetrieb auf nationaler Ebene oberhalb der höchsten Ligen der Mitgliedsverbände.
Die Bundesliga-Kommission setzt sich stets in paritätischer Stimmzusammensetzung mit folgenden Vertretern zusammen:
- Vizepräsident Sport, bei dessen Verhinderung ein vom Präsidium benanntes Präsidiumsmitglied
- drei Vertretern der Bundesligen DCU, gewählt von der Bundesliga-Konferenz
- zwei Vertretern aus den Mitgliedsverbänden, gewählt von der Sport-Konferenz

Jedes stimmberechtigte Mitglied hat eine Stimme.

## Jugendcamp
Jedes Jahr führt das Lehrteam ein Jugendcamp für Jugendliche von 10 bis 18 Jahren durch. Dabei steht die keglerische Ausbildung im Vordergrund, doch auch Spiel, Spaß und Kameradschaft kommen nicht zu kurz.

## Öffentlichkeitsarbeit
- Ein Live-Ticker informiert über Spielstände.
- Vorberichte zu den Spielen sowie Presseberichte sind auf der Homepage zu finden.
- Auf verschiedenen Facebookseiten wird über Ereignisse und Events informiert.
- Ein Bundesligavorschauheft wird vor jeder Klubsaison für die Erst- und Zweitligisten veröffentlicht.